# Gerrit Peijs
Gerrit Peijs (Westzaan, 11 juli 1945) is een voormalig profvoetballer van DWS en Haarlem.
Gerrit Peijs maakte zijn debuut in het betaalde voetbal namens DWS in het seizoen 1965-1966. Een echte doorbraak bij de Amsterdamse club bleef uit, waarop Peijs naar Haarlem verkaste.
In zijn eerste seizoen bij de Roodbroeken werd de verdediger/middenvelder onmiddellijk kampioen van de toenmalige tweede divisie. Twee seizoenen later promoveerde hij met de Haarlemmers voor het eerst in de geschiedenis naar de eredivisie. Hij promoveerde en degradeerde vervolgens nog twee keer met Haarlem naar en uit de eredivisie alvorens hij zijn professionele voetballoopbaan in 1978 afsloot. In totaal kwam hij tot 368 wedstrijden voor Haarlem waarin hij 13 keer het net wist te vinden.
Na zijn loopbaan werd Peijs leraar en tegenwoordig is hij hersteltrainer bij de Koninklijke HFC dat uitkomt in de Tweede divisie.

## Carrièrestatistieken
| Seizoen         | Club            | Land            | Competitie      | Competitie | Competitie | Beker | Beker | Internationaal | Internationaal | Overig | Overig | Totaal | Totaal |
| Seizoen         | Club            | Land            | Competitie      | Wed.       | Dlp.       | Wed.  | Dlp.  | Wed.           | Dlp.           | Wed.   | Dlp.   | Wed.   | Dlp.   |
| --------------- | --------------- | --------------- | --------------- | ---------- | ---------- | ----- | ----- | -------------- | -------------- | ------ | ------ | ------ | ------ |
| 1965/66         | DWS/A           | Nederland       | Eredivisie      | –          | 0          | –     | 0     | 0              | 0              | 0      | 0      | –      | 0      |
| 1966/67         | Haarlem         | Nederland       | Tweede divisie  | –          | 1          | –     | –     | 0              | 0              | 0      | 0      | –      | 1      |
| 1967/68         | Haarlem         | Nederland       | Eerste divisie  | –          | 3          | –     | 0     | 0              | 0              | 0      | 0      | –      | 3      |
| 1968/69         | Haarlem         | Nederland       | Eerste divisie  | –          | 0          | –     | 0     | 0              | 0              | 0      | 0      | –      | 0      |
| 1969/70         | Haarlem         | Nederland       | Eredivisie      | –          | 1          | –     | 0     | 0              | 0              | 0      | 0      | –      | 1      |
| 1970/71         | Haarlem         | Nederland       | Eredivisie      | –          | 1          | –     | 0     | 0              | 0              | 0      | 0      | –      | 1      |
| 1971/72         | Haarlem         | Nederland       | Eerste divisie  | –          | 0          | –     | 0     | 0              | 0              | 0      | 0      | –      | 0      |
| 1972/73         | Haarlem         | Nederland       | Eredivisie      | –          | 1          | 1     | 0     | 0              | 0              | 0      | 0      | –      | 1      |
| 1973/74         | Haarlem         | Nederland       | Eredivisie      | –          | 1          | –     | 0     | 0              | 0              | 0      | 0      | –      | 1      |
| 1974/75         | Haarlem         | Nederland       | Eredivisie      | –          | 2          | –     | 0     | 0              | 0              | 0      | 0      | –      | 2      |
| 1975/76         | Haarlem         | Nederland       | Eerste divisie  | –          | 2          | –     | 0     | 0              | 0              | 0      | 0      | –      | 2      |
| 1976/77         | Haarlem         | Nederland       | Eredivisie      | –          | 1          | –     | 0     | 0              | 0              | 0      | 0      | –      | 1      |
| 1977/78         | Haarlem         | Nederland       | Eredivisie      | –          | 0          | –     | 0     | 0              | 0              | 0      | 0      | –      | 0      |
| Carrière totaal | Carrière totaal | Carrière totaal | Carrière totaal | –          | 13         | –     | 0     | 0              | 0              | 0      | 0      | –      | 13     |

## Erelijst
Haarlem
| Nationaal      |    |                  |
| Eerste divisie | 2x | 1971/72, 1975/76 |
| Tweede divisie | 1x | 1966/67          |